# Neogoniolithon variabile
Neogoniolithon variabile Zhang Derui & Zhou Jinhua, 1980  é o nome botânico  de uma espécie de algas vermelhas pluricelulares do gênero Neogoniolithon, família Corallinaceae, subfamília Mastophoroideae.
- São algas marinhas encontradas na China.

## Sinonímia
- Não apresenta sinônimos.